# 卢约
卢约（9世纪—10世纪），唐朝遂昌农民军首领。中和元年（881年）十一月攻陷处州，约中和三年（883年）称处州刺史。曾请高僧有缘入住处州开元寺别院。天祐二年（905年）八月（一作正月）派其弟卢佶攻陷温州，温州刺史张惠奔福州。四年（907年）四月，吴王钱镠子钱传瓘克温州，斩杀卢佶。钱镠命钱传瓘及另一子钱传璙等移兵讨伐卢约。五月，卢约向钱镠投降。